# Heiti Talvik
Heiti Talvik (Tartu, 9 de novembre de 1904 - Óblast de Tiumén,  18 de juliol de 1947) fou un poeta estonià.
Talvik va néixer a Tartu, fill d'un metge i una pianista. La seva padrina fou l'escriptora fino-estoniana Aino Kallas. Tant la seva família com la seva padrina li van esperonar l'interès per la literatura i la filosofia. Es va inscriure a la universitat de Tartu per estudiar literatura estoniana, folklore i història de l'art, però el seu recorregut per la universitat fou irregular, amb interrupcions per fer-se una idea del món, per exemple treballant en una mina.
Tot i que la poesia de Talvik es va publicar per primera vegada en revistes literàries des de 1924, el seu primer recull va aparèixer deu anys més tard: Palavik ("Febre", 1934). El jove poeta va ser acceptat immediatament com a membre de la Unió d'Escriptors d'Estònia. Talvik va formar part del grup de poesia Arbujad i en fou un dels principals membres inspiradors. Durant la dècada de 1930, va conèixer la jove prosista Betti Alver, a qui va inspirar per escriure poesia i el 1937 es va convertir en la seva esposa. Un segon recull de poesia de Talvik, Kohtupäev ("El dia del Judici", 1937), va ser el darrer publicat en vida.
A causa de la seva posició influent, el poeta va ser arrestat per l'NKVD la primavera de 1945, acusat de pertànyer al grup universitari "Veljesto" juntament amb altres estudiants estonians, i va morir en un camp de presoners siberià a l'Óblast de Tiumén el 1947. La poesia de Heiti Talvik va ser silenciada i suprimida fins a la segona meitat dels anys seixanta, però el poeta mai va ser oblidat. Se'l va començar a reconèixer i rehabilitar en els anys 60 i es publicà un recull de poesia el 1968; la seva influència en poetes de l'època ha estat important.
Conegut pel seu estil de vida bohemi i per les tertúlies literàries, la poesia de Talvik es caracteritza per un estil irònic però idealista, influïda per Baudelaire o François Villon, i, més tard, per poetes russos com Aleksandr Puixkin o Aleksandr Blok (a qui va traduir a l'estonià).
Modernament s'ha publicat el volum Legendaarne ("Llegendari", 2007) que recull la seva obra poètica, la seva obra com a crític literari i textos crítics de diversos estudiosos sobre l'obra de Talvik.